# Vorë
Vorë ou Vora é uma cidade e município (em albanês:  bashkia) da Albânia localizado no distrito de Tirana, prefeitura de Tirana.